# Procollagene-prolina diossigenasi
La procollagene-prolina diossigenasi è un enzima appartenente alla classe delle ossidoreduttasi, che catalizza la seguente reazione:
procollagene L-prolina + 2-ossoglutarato + O2 ⇄ procollagene trans-4-idrossi-L-prolina + succinato + CO2
L'enzima richiede Fe2+ e ascorbato.